# Castilleja olgae
Castilleja olgae är en snyltrotsväxtart som beskrevs av A.P. Khokhryakov. Castilleja olgae ingår i släktet målarborstar, och familjen snyltrotsväxter. Inga underarter finns listade i Catalogue of Life.